# Wenzel Rurbach
Wenzel Rurbach (* 1745; † 19. Oktober 1827 in Wien) war ein österreichischer akademischer Porträtmaler. Die Wiener Zeitung berichtete am 24. Oktober 1827 von seinem Ableben im 82. Lebensjahr. Er starb an Altersschwäche und wohnte zuletzt „Auf der Wieden“ Nr. 212 im Wiener Bezirk Wieden.